# Monodontomerus canariensis
Monodontomerus canariensis is een vliesvleugelig insect uit de familie Torymidae. De wetenschappelijke naam is voor het eerst geldig gepubliceerd in 1979 door Hedqvist.